# Antonín Charvát
Antonín Charvát (* 30. September 1899 in Rakonitz, Bezirk Rakonitz; † 19. September 1930) war ein tschechoslowakischer Radrennfahrer und nationaler Meister im Radsport.

## Sportliche Laufbahn
Charvát war im Straßenradsport aktiv. Er war Teilnehmer der Olympischen Sommerspiele 1924 in Paris. Im olympischen Straßenrennen kam er auf den 44. Rang. In der Mannschaftswertung wurde die Tschechoslowakei mit Antonín Perič, Antonín Charvát, Karel Červenka und František Kundert 11. des Wettbewerbs.
1924 und 1925 gewann er die nationale Meisterschaft im Straßenrennen vor Ladislav Brejla. 1926 wurde er Vizemeister hinter Antonín Honig. Im Eintagesrennen Prag–Kralovy Vary–Prag 1925 wurde er Zweiter hinter Karel Červenka.